# الشرفة (ولاية معسكر)
الشرفة بلدية تابعة دائرة وادي تاغيت ولايةمعسكر تقع بين عين فرج وغروس يقطنها حوالي 16000 نسمة